# سیارک ۲۲۵۴۲
سیارک ۲۲۵۴۲ (به انگلیسی: 22542 Pendri، نامگذاری:1998FG71) بیست و دو هزار و پانصد و چهل و دومین سیارک کشف شده‌است که در ۲۰ مارس ۱۹۹۸ کشف شد.
قدر مطلق سیارک برابر ۱۰.۷ است.